# Малый Тудер
Ма́лый Ту́дер (Губень; у истока Дуловка) — река в России, протекает в Андреапольском и Торопецком районах Тверской области, Холмском районе Новгородской области. Длина реки составляет 85 км, площадь водосборного бассейна 572 км².

## Течение
Берёт начало из озера Бурохино на высоте 234 м у деревни Сухарево. Река многократно меняет направление течения, трижды пересекает границу между Новгородской и Тверской областями. Устье реки находится в 5,2 км по правому берегу реки Кунья у деревни Осиновка в 4 км к юго-западу от города Холм. Недалеко от устья ширина реки составляет 23 метра, глубина — 0,4 метра.

## Притоки
- Справа у деревни Дербень впадает Старковка[2].
- В 79 км от устья, по правому берегу впадает река Должинская.
- В 65 км от устья, по левому берегу впадает река Сушня.
- В 54 км от устья, по левому берегу впадает река Мисенка.
- Слева у деревни Языковщина впадает приток, образованный слиянием Шаповалки и Шаполки[7].
- В 45 км от устья, по левому берегу впадает река Цоженка
- Справа напротив деревни Подмолодье впадает Росянка[7].
- В 11 км от устья, по правому берегу впадает река Батутинка[6].

## Населённые пункты
У истока река протекает по территории Бологовского сельского поселения Андреапольского района. На берегу реки стоит деревня Дербень.
Ниже, в Холмском районе Новгородской области река течёт через Морховское сельское поселение, на берегу реки стоят деревни Карелкино, Клины, Патрихово, Загорье, Ивановское (близ Щулакино), Щулахино, Бредняги, Бредцово, Большое Ельно, Кленовец и Малое Ельно.
Далее река перетекает в Торопецкий район Тверской области. По берегам стоят деревни Плоскошского сельского поселения: Киевичи, Языковщина, Билово, Бараново, Стихово.
Ниже, в Холмском районе Новгородской области река снова течёт через Морховское сельское поселение, на берегу реки стоят деревни Ивановское (близ Лялино), Лялино, Подмолодье, Старое, Новодворье и Лосево, посёлок Мирный, деревни Поречье и Осиновка (около устья).

## Данные водного реестра
По данным государственного водного реестра России относится к Балтийскому бассейновому округу, водохозяйственный участок реки — Ловать и Пола, речной подбассейн реки — Волхов. Относится к речному бассейну реки Нева (включая бассейны рек Онежского и Ладожского озера).
Код объекта в государственном водном реестре — 01040200312102000023483.